# Gabrje pri Stični
Gabrje pri Stični – wieś w Słowenii, w gminie Ivančna Gorica. W 2018 roku liczyła 176 mieszkańców.